# Northgate Arena

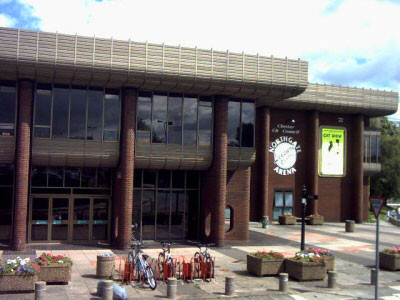
Exterior del Northgate Arena

El Northgate Arena es un complejo de ocio y un estadio, situado en Chester, Inglaterra. Construido en 1977 en la antigua estación de tren, el Northgate Arena incluye piscinas, un gimnasio, instalaciones para practicar diversos deportes y una sauna. El recibidor principal es usado a menudo para ferias de juguetes, trenes, antigüedades; sellos y ordenadores. Los recibidores de menor tamaño son usados por grupos de artes marciales que practican entre otras disciplinas: Jujutsu, Muay thai, Ninjitsu y Kung Fu. El edificio fue además la casa del equipo de los Cheshire Phoenix de la British Basketball League entre 1993 y 2015, año en que se mudaron al Cheshire Oaks Arena de Ellesmere Port.
- Datos: Q7059442